# Ніпель (клапан)
Ніпель — це клапан, який відкривається для подачі газу в камеру (наприклад, повітря для накачування шини), а потім автоматично закривається (герметизується) й утримується закритим за рахунок тиску у камері або пружиною, або тим і іншим, щоб запобігти виходу газу. Найчастіше використовуються на автомобільних, мотоциклетних і велосипедних камерах.

## Види ніпелів
Найбільш поширеними є три види ніпелів:
- Schrader (AV - AutoValve) - автомобільний тип ніпеля, найпоширеніший і популярний у велосипедних камер.
- Presta (SV - SclaverandValve), так званий «французький» або «спортивний» ніпель.
- Dunlop (DV - Dunlop Valve) – традиційний велосипедний ніпель, використовувася на велосипедах радянських часів. Зовнішній циліндр таких же розмірів, як і Schrader.

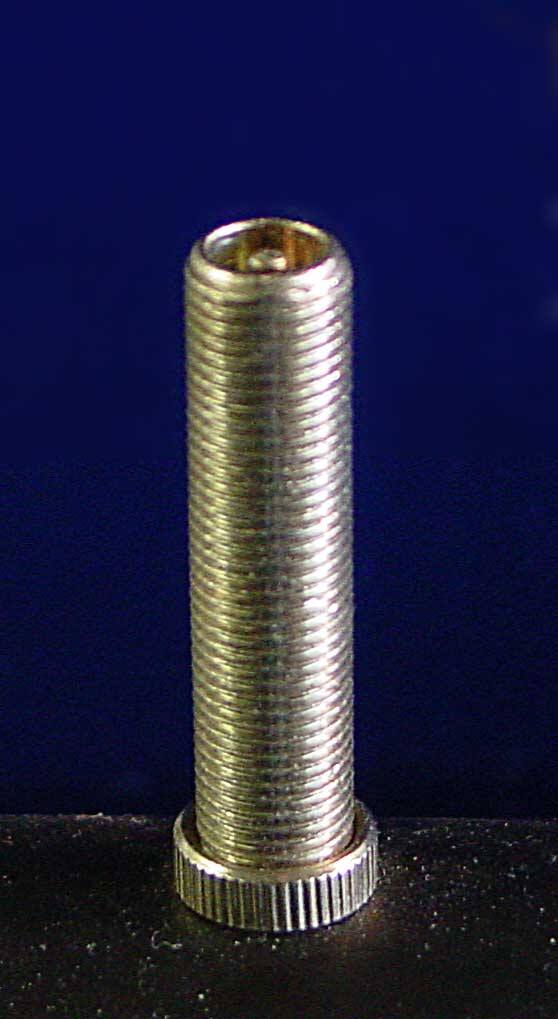
Ніпель Schrader
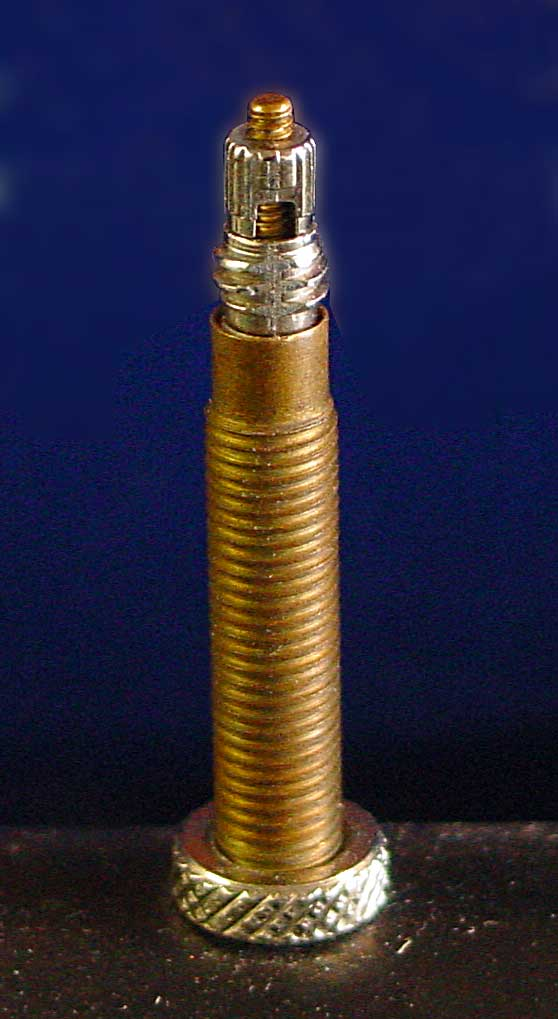
Ніпель Presta
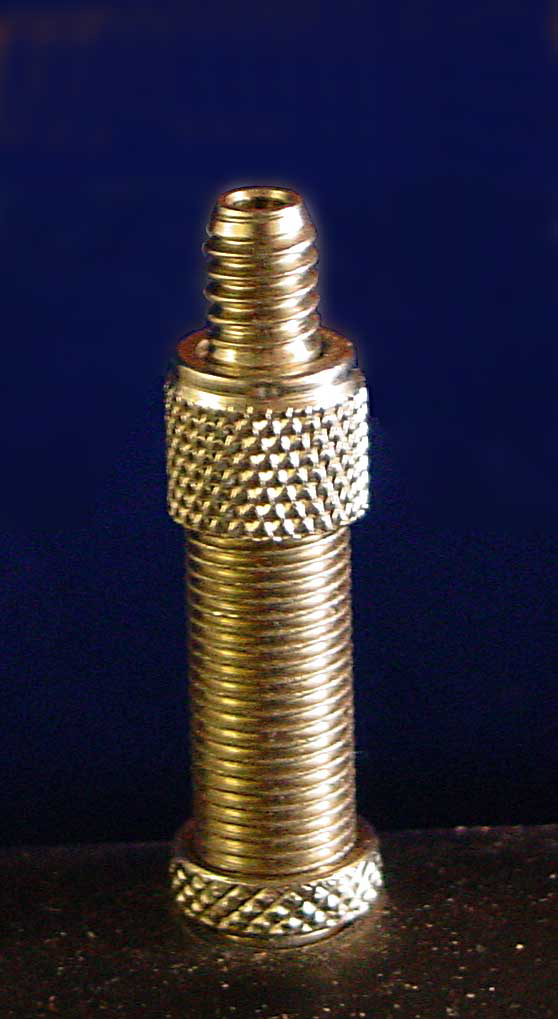
Ніпель Dunlop